# Mikołaj (Murawjow-Uralski)
Mikołaj, imię świeckie Władimir Michajłowicz Murawjow-Uralski (ur. 9 lipca?/21 lipca 1882 w Jekaterynburgu, zm. 30 marca 1961 w Ugliczu) – rosyjski lekarz i biskup prawosławny.

## Życiorys
Ukończył studia medyczne w Wojskowej Akademii Medycznej w 1910. Równocześnie jako wolny słuchacz uczęszczał do Petersburskiej Akademii Duchownej, kończąc pełny kurs w 1912. W tym samym roku złożył wieczyste śluby mnisze, następnie został wyświęcony na kapłana i podniesiony do godności archimandryty. Żył w petersburskiej Ławrze św. Aleksandra Newskiego.
Po wybuchu I wojny światowej został zmobilizowany jako lekarz i kapelan wojskowy na froncie południowo-zachodnim. Następnie żył w Piotrogrodzie i pracował jako lekarz i kierownik szpitala wojskowego Armii Czerwonej. 3 lutego 1924 został aresztowany, a następnie w zbiorowym procesie członków prawosławnych bractw religijnych skazany na trzy lata łagru.
Do 1927 przebywał w łagrze w dawnym Monasterze Sołowieckim, gdzie spełniał obowiązki lekarza w jednym z obozowych szpitali. Po zwolnieniu otrzymał zakaz zamieszkania w sześciu centralnych guberniach kraju oraz w guberniach granicznych. Miał on obowiązywać przez trzy lata, następnie został skrócony. Osiadł w Leningradzie, gdzie był proboszczem parafii przy dawnej cerkwi filialnej Ławry Pieczerskiej. Następnie mieszkał w Gatczynie i w Kalininie.
29 marca 1931 został wyświęcony na biskupa kimrskiego, wikariusza eparchii kalinińskiej i kaszyńskiej. Swoje obowiązki wykonywał do września, gdy został aresztowany. Opuścił więzienie jeszcze w tym samym roku, jednak nie podjął już pracy duszpasterskiej w eparchii twerskiej. W 1932 został biskupem rybińskim, wikariuszem eparchii jarosławskiej i rostowskiej. W maju 1933 został przeniesiony do eparchii włodzimierskiej i suzdalskiej, także jako biskup pomocniczy, z tytułem biskupa muromskiego. Faktycznie jednak nie podjął nowych obowiązków i nominacja ta została po miesiącu wycofana. Hierarcha pozostawał wikariuszem eparchii jarosławskiej do kolejnego aresztowania, które nastąpiło w marcu 1934 lub w końcu tego roku.
Skazany na dziesięć lat łagrów, przebywał w obozach do 1948, po czym został skazany powtórnie i odzyskał wolność dopiero w 1956. Zamieszkał w Ugliczu i nie podjął więcej pracy duszpasterskiej. Pracował w miejscowym szpitalu jako lekarz - otolaryngolog. Zmarł w 1961 i został pochowany w Ugliczu, w sąsiedztwie cerkwi św. Dymitra Carewicza.